# Valle del Sele
La valle del Sele, da non confondere con la piana del Sele, è situata tra le province di Avellino e Salerno, in Campania e comprende parte del bacino del fiume Sele. La valle si trova interamente nel territorio campano e nasce dai monti dell'Appennino campano. Inizia dalla sella di Conza a 697 m s.l.m., nel comune di Castelnuovo di Conza, e termina presso la diga di Persano fra i comuni di Campagna e Serre.

## Descrizione
La propaggine settentrionale della valle, delimitata dalla sella di Conza e la confluenza del fiume Tanagro nel Sele, il primo tratto denominato Alto Sele o Alta valle del Sele e comprendente i territori dei comuni di Caposele, Castelnuovo di Conza, Santomenna, Laviano, Calabritto, Senerchia, Valva, Colliano, Oliveto Citra e Contursi Terme.
Dalla valle del Sele ha preso diffusione il culto secolare di San Vito, martire e teurgo ausiliatore.

### Alta valle del Sele
L'Alta valle del Sele comprende i territori dei Comuni Caposele, Calabritto, Senerchia, Quaglietta, Castelnuovo di Conza, Santomenna, Laviano, Valva, Colliano, Oliveto Citra e Bagni di Contursi, inoltre si affaccia sulla valle una piccola parte dei territori di Palomonte (Perrazze), Postiglione e  Campagna. Un territorio cerniera di comunicazioni tra le province di Salerno e Avellino, nonché area di transito e collegamento tra i versanti tirrenico e adriatico.

## Storia
La battaglia finale che vide la sconfitta e la morte di Spartaco nel 71 a.C. si svolse forse nell'Alta valle del Sele, sulla riva destra del fiume. In quest'area, nei decenni passati, ci sono stati ritrovamenti di armature, corazze e spade di epoca romana. Alcuni reparti del suo esercito fuggirono e si dispersero sui circostanti monti.